# José Carlos de Barros Neiva
José Carlos de Barros Neiva (São Paulo, 18 de janeiro de 1924, São Sebastião, 9 de fevereiro de 2013) foi um piloto aeronáutico, pioneiro da indústria aeroespacial e empresário brasileiro, fundador da Indústria Aeronáutica Neiva.

## Histórico

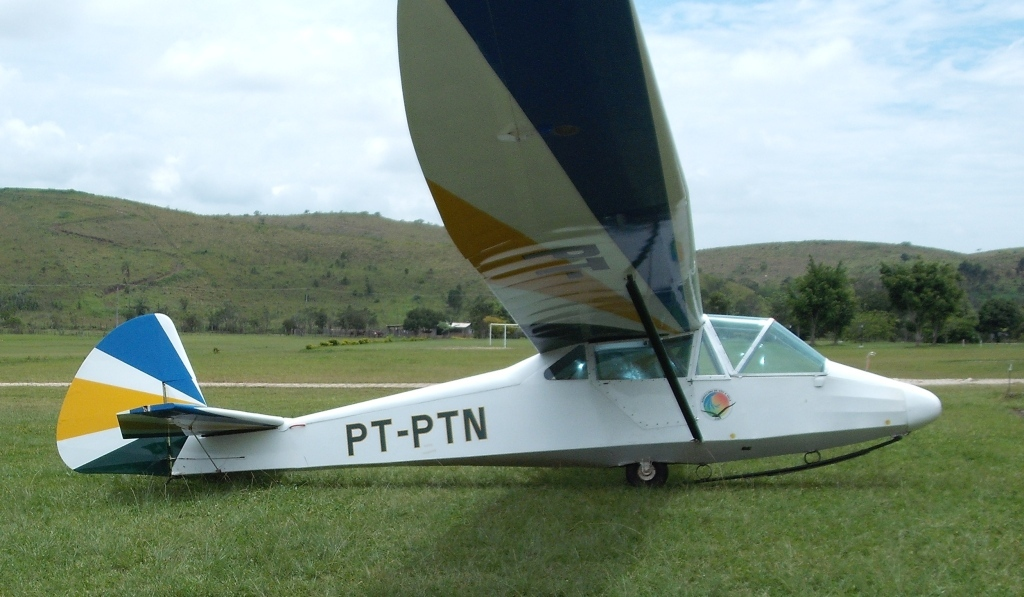
Neiva B "Monitor", primeiro projeto de José Carlos Neiva

Desde jovem, José Carlos de Barros Neiva despertou interesse pela aviação. Sua primeira ocupação foi com o aeromodelismo. A partir dali, junto com seu pai, com a colaboração de José Buarque de Macedo e o aviador João Luiz Job, construíram dois planadores no Rio de Janeiro. Em um deles José Carlos aprendeu a arte de planar. Depois, começou a voar sozinho, sem instrutor. Certo dia, José Bento Ribeiro Dantas, presidente dos Serviços Aéreos Cruzeiro do Sul, chamou-o e disse: “Eu acho que não é bom você ficar dando susto no seu pai, voando sem instrutor. Vou mandar você para o Rio Grande do Sul, para aprender a pilotar de verdade”.
“Assim aconteceu, o jovem ganhou passagem para Porto Alegre e pode completar o treinamento. Neiva retornou ao Rio de Janeiro habilitado como piloto de planador e, repleto de entusiasmo, iniciou a construção do primeiro planador brasileiro, que acabou vendido para a Companhia Nacional de Aviação. O sucesso foi imediato: recebeu a encomenda de outros três aparelhos para o Ministério da  Aeronáutica. O aparelho recebeu o nome de Neiva B Monitor e foi o responsável pela formação de inúmeros pilotos. Carinhosamente chamado de “Neivão”, fez os primeiros voos em 1950.

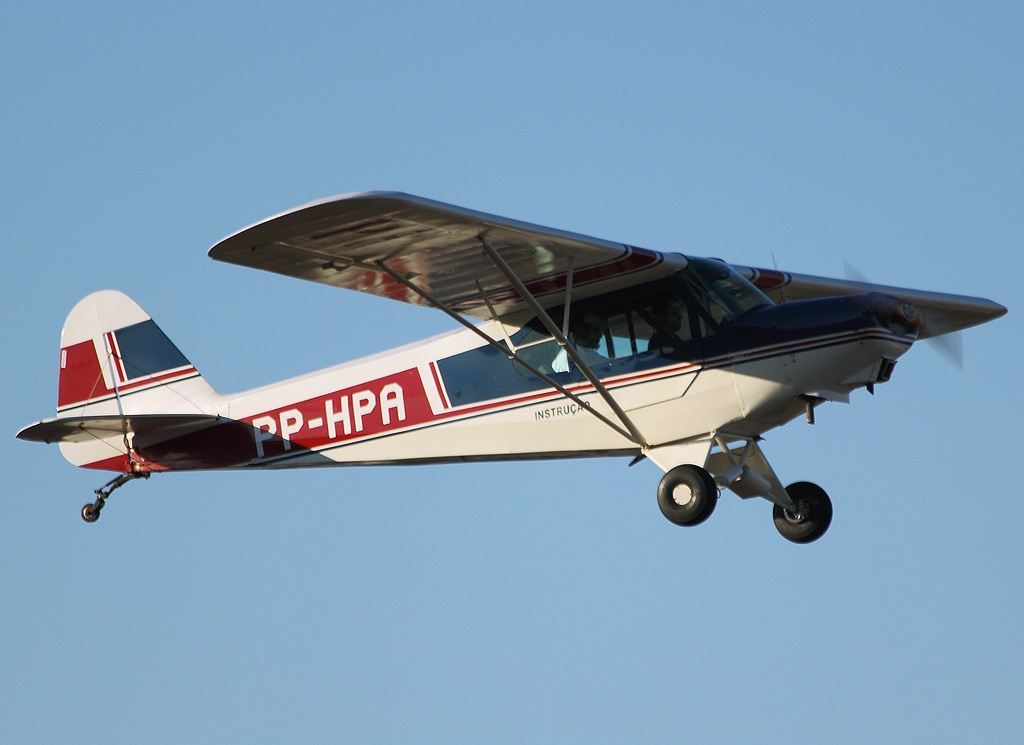
Neiva "Paulistinha"

A seguir, foram produzidas outras séries para aeroclubes brasileiros. Nessa época, as duas fábricas de aviões que existiam no Brasil – a CNNA e a CAP -, que forneciam aviões para o Ministério da Aeronáutica, haviam encerrado as atividades. Em 1952, o governo importou dos Estados Unidos oitenta aparelhos Piper PA-18. Neiva tinha certeza de que o Brasil possuía condições de suprir o mercado interno. Empenhou-se e, por meio do CTA, obteve de Francisco Pignatari autorização para fabricar o Paulistinha.
Para cumprir a empreitada, associou-se a Antônio Araújo Azevedo, engenheiro diplomado pelo Escola Politécnica, que possuía uma oficina de reparo de aviões no interior paulista. Em 1954 foi fundada a Sociedade Construtora Aeronáutica Neiva. Dois anos depois, a empresa transferiu-se para a cidade de Botucatu, onde estava localizada a empresa de Azevedo, e foi assim que, com o aval e estímulo do Ministério da Aeronáutica, iniciou a construção de aviões.
No ano seguinte, com a fabricação de vinte Paulistinhas Neiva P-56 para a Esquadrilha de Ligação e Observação em Canoas, RS, a produção em série teve continuidade. Eram aparelhos entelados, sendo a fuselagem feita com tubos de aço soldados e as asas construídas em freijó, madeira nacional. Muitos cadetes da turma do Curso de Formação de Oficiais Aviadores de 1968, da antiga Escola de Aeronáutica do Campo dos Afonsos, receberam instrução de voo nos P-56, designados FAB L-6.

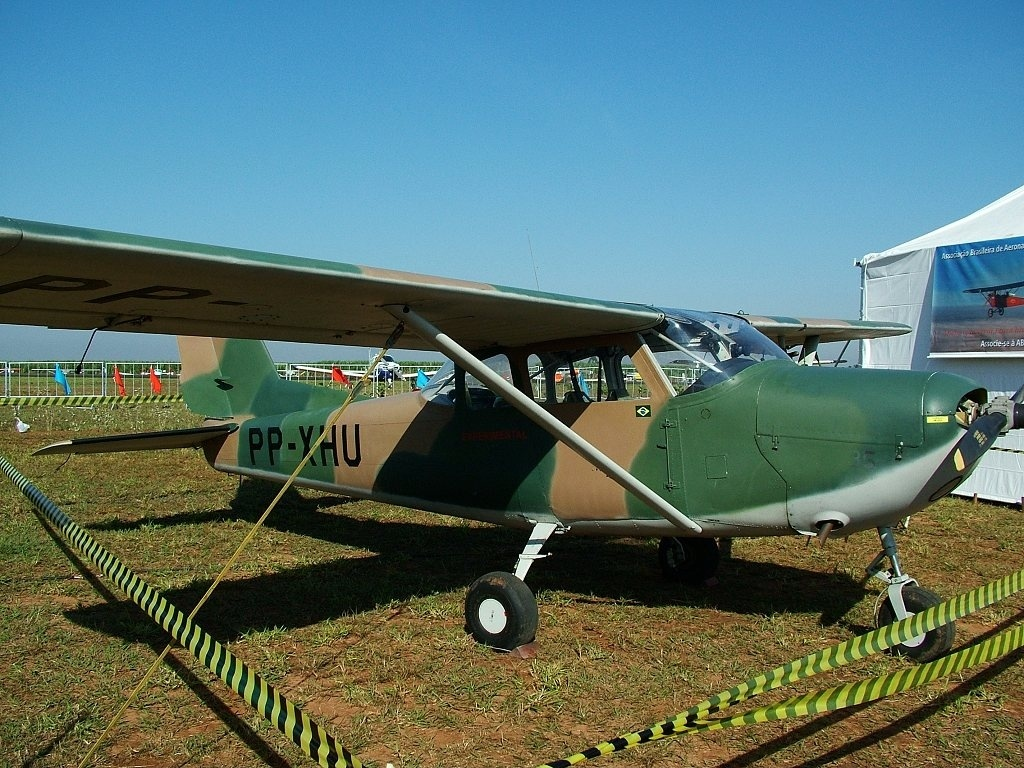
Neiva "Regente", primeiro avião metálico da empresa

Como na época surgiram no mercado outros protótipos, enquanto fabricava o Paulistinha, a empresa Neiva projetou um avião metálico. Com isso, encerrou-se a série dos P-56 de dois lugares e teve início a do Regente, com quatro lugares.
A seguir veio o Neiva T-25 "Universal", avião de asa baixa, acrobático, com trem de pouso triciclo escamoteável ou retrátil. Foram exportados para o Chile e Paraguai e, anos depois, algumas unidades usadas também foram doadas para a Bolívia. A FAB comprou 140 aviões.
Quando o Instituto de Pesquisa e Desenvolvimento do CTA iniciou os estudos para fabricar o primeiro avião, contou com a colaboração de José Carlos de Barros Neiva, que apresentou ao núcleo de comando da instituição o industrial francês Max Holste, profissional decisivo na execução do projeto do Embraer EMB-110 "Bandeirante".

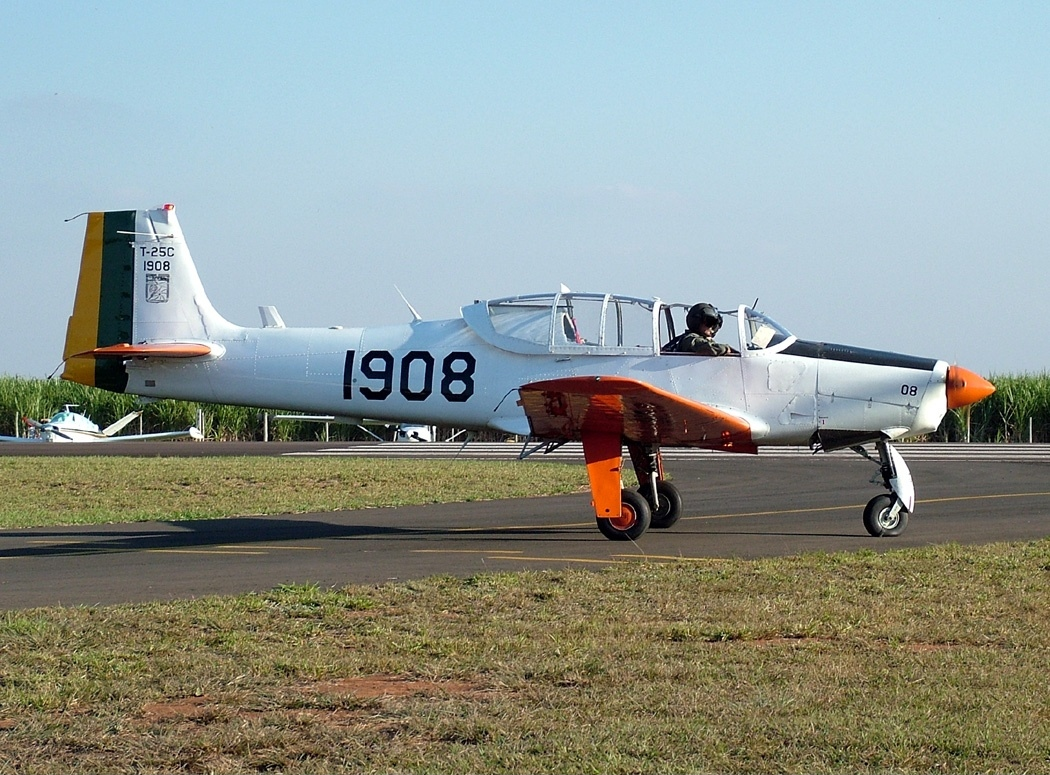
Neiva T-25 "Universal", maior sucesso da Neiva

Criada a Embraer – Empresa Brasileira de Aeronáutica, ela passou a fabricar aviões para o Ministério da Aeronáutica e, com isso, em março de 1980, a então indústria Aeronáutica Neiva S/A foi assumida pela empresa e dela tornou-se susidiária, na cidade de Botucatu. Posteriormente foi transformada em Embraer - Divisão Agrícola.
Ao longo de trinta anos de atividade, José Carlos de Barros Neiva realizou o sonho de muitos jovens, colocando pilotos nos céus do Brasil. Pelos relevantes serviços prestados à aeronáutica brasileira, foi eleito membro do Conselho Superior do Incaer – Instituto Histórico-Cultural da Aeronáutica – e passou a ocupar a cadeira nº 2, que tem como patrono Augusto Severo de Albuquerque Maranhão.
Faleceu em 9 de fevereiro de 2013, no município paulista de São Sebastião, de causas naturais.

## Homenagem
Em 7 de dezembro de 2017, a Embraer inaugurou na sua unidade de Botucatu (antiga Neiva), um busto em homenagem a José Carlos de Barros Neiva.